# 이스키아섬
이스키아섬(이탈리아어: Ischia)은 티레니아해에 위치한 화산섬이다. 나폴리 만 북쪽 끝에 위치해 있으며 나폴리로부터는 30km 떨어져 있다. 프레그라에안 제도에서 가장 큰 섬이다. 섬에서 가장 높은 곳은 에포메오 산이며 6만명이 넘는 인구가 거주하고 있다. 주요 산업은 관광업이다.